# Silver Side Up
Silver Side Up é o terceiro álbum de estúdio da banda canadense Nickelback, lançado no dia 11 de setembro de 2001 pela gravadora Sun Records. De acordo com a AllMusic, "Silver Side Up" continuou a tradição de "rock sombrio de alta octanagem" dos dois primeiros álbuns da banda. Ele alcançou o primeiro lugar nas paradas de sucesso no Canadá, Áustria, Irlanda, Nova Zelândia e Reino Unido. O álbum foi certificado como 8 vezes Platina no Canadá, 6 vezes Platina nos Estados Unidos e 3 vezes Platina no Reino Unido.
Nickelback fez uma turnê mundial em apoio ao álbum, que incluiu sua primeira turnê em arenas no Reino Unido. Após retornar da turnê, a banda começou a trabalhar em The Long Road.
| Críticas profissionais                                                      | Críticas profissionais |
| Avaliações da crítica                                                       | Avaliações da crítica  |
| Fonte                                                                       | Avaliação              |
| --------------------------------------------------------------------------- | ---------------------- |
| allmusic                                                                    | [ 11 ]                 |
| Rolling Stone                                                               | [ 12 ]                 |
| Esta tabela precisa de ser acompanhada por texto em prosa. Consulte o guia. |                        |

## Faixas
1. "Never Again" – 4:22
2. "How You Remind Me" – 3:42
3. "Woke Up This Morning" – 3:49
4. "Too Bad" – 3:51
5. "Just For" – 4:02
6. "Hollywood" – 3:04
7. "Money Bought" – 3:24
8. "Where do I hide" – 3:37
9. "Hangnail" – 3:53
10. "Good Times Gone" – 5:18
11. "Hero" – 3:21 (apenas em alguns países)

## Paradas musicais
| Paradas (2001-02)                     | Melhor posição |
| ------------------------------------- | -------------- |
| Austrália (ARIA)                      | 5              |
| Áustria (Ö3 Austria Top 40)           | 1              |
| Bélgica (Ultratop Flandres)           | 2              |
| Bélgica (Ultratop Valônia)            | 6              |
| Canadá (Billboard)                    | 1              |
| Dinamarca (Hitlisten)                 | 4              |
| Países Baixos (Dutch Charts)          | 15             |
| Finlândia (Suomen virallinen lista)   | 8              |
| França (SNEP)                         | 15             |
| Alemanha (Offizielle Deutsche Charts) | 4              |
| Irlanda (IRMA)                        | 1              |
| Itália (FIMI)                         | 10             |
| Nova Zelândia (RMNZ)                  | 5              |
| Noruega (VG-lista)                    | 13             |
| Escócia (Official Scottish Albums)    | 2              |
| Suécia (Sverigetopplistan)            | 2              |
| Suíça (Schweizer Hitparade)           | 4              |
| Reino Unido (Official Albums Chart)   | 1              |
| Reino Unido (UK Rock & Metal Albums)  | 1              |
| Estados Unidos (Billboard 200)        | 2              |

### Certificações
| País           | Certificador | Certificação |
| -------------- | ------------ | ------------ |
| Alemanha       | BVMI         | Platina      |
| Canadá         | MC           | 8× Platina   |
| França         | SNEP         | Ouro         |
| Nova Zelândia  | RIANZ        | Ouro         |
| Suíça          | IFPI         | Platina      |
| Reino Unido    | BPI          | 3× Platina   |
| Estados Unidos | RIAA         | 6× Platina   |